# Йеруп
Йеруп (на шведски: Hjärup) е град в южна Швеция, лен Сконе, община Стафансторп. Разположен е на 10 km от брега на протока Йоресун. Намира се на около 500 km на югозапад от столицата Стокхолм, на 15 km на североизток от Малмьо и на 5 km на юг от Лунд. Има жп гара. Между Йеруп и Лунд се намира летището на Лунд. Кварталът Якрибори е с характерно самобитно ново строителство. Населението на града е 5001 жители, по приблизителна оценка от декември 2017 г.